# Пак Се Вон
Пак Се Вон (кор. 박세원; род. 20 декабря 1995, Ыйджонбу, Кёнгидо) — южнокорейский кёрлингист.
Играет на позиции третьего.
В составе мужской сборной Республики Корея участник чемпионата мира 2021.

## Достижения
- Чемпионат Республики Корея по кёрлингу среди мужчин: золото (2021).
- Тихоокеанско-Азиатский чемпионат по кёрлингу среди юниоров: серебро (2014).

## Команды
| Сезон   | Четвёртый     | Третий        | Второй       | Первый        | Запасной       | Тренер       | Турниры             |
| ------- | ------------- | ------------- | ------------ | ------------- | -------------- | ------------ | ------------------- |
| 2013—14 | Kim Seung-Min | Чон Ён Сок    | О Сын Хун    | Пак Се Вон    | Noh Chang-Hyun | Shin Dong-Ho | ТАЧЮ 2014           |
| 2014—15 | Kim Seung-Min | Чон Ён Сок    | О Сын Хун    | Пак Се Вон    |                |              | [ 4 ]               |
| 2019—20 | Чон Ён Сок    | Kim Seung-Min | Chung Minsuk | О Сын Хун     | Пак Се Вон     |              |                     |
| 2020—21 | Чон Ён Сок    | Kim San       | Пак Се Вон   | Kim Seung-Min |                |              | ЧРКМ 2021           |
| 2020—21 | Чон Ён Сок    | Пак Се Вон    | Ким Джон Мин | Ли Джун Хён   | Со Мин Гук     |              | ЧМ 2021 (13 место)  |
| 2022—23 | Ким Джон Мин  | Kim San       | Choi Chi-won | Пак Се Вон    | Kwon Dong-keun |              | ЧРКМ 2022 (4 место) |

(скипы выделены полужирным шрифтом)